# 13627 Yukitamayo
13627 Yukitamayo este un asteroid din centura principală de asteroizi.

## Descriere
13627 Yukitamayo este un asteroid din centura principală de asteroizi. A fost descoperit pe 15 noiembrie 1995 la Kitami de Kin Endate și Kazuro Watanabe. Asteroidul prezintă o orbită caracterizată de o semiaxă mare de 2,27 ua, o excentricitate de 0,22 și o înclinație de 5,9° în raport cu ecliptica.